# First Division (Malta) 1922/23
Die First Division 1922/23 war die zwölfte Spielzeit in der Geschichte der höchsten maltesischen Fußballliga. Meister wurden zum zweiten Mal die Sliema Wanderers.

## Vereine
Im Vergleich zur Vorsaison verzichteten Malta Police und FC St. George’s auf eine Teilnahme. Neu dabei waren nach fünf Jahren wieder die Vittoriosa Rovers.

## Modus
Die Saison wurde in einer einfachen Runde ausgetragen. Für einen Sieg gab es zwei Punkte, für ein Unentschieden einen und für eine Niederlage keinen Punkt. Bei Punktgleichheit wurde um die Meisterschaft ein Entscheidungsspiel ausgetragen.

## Abschlusstabelle
| Pl. | Verein                | Sp. | S | U | N | Tore    | Quote | Punkte |
| --- | --------------------- | --- | - | - | - | ------- | ----- | ------ |
| 1.  | Sliema Wanderers      | 5   | 5 | 0 | 0 | 010:100 | 10,00 | 10:0   |
| 2.  | FC Floriana (M)       | 5   | 4 | 0 | 1 | 013:100 | 13,00 | 08:20  |
| 3.  | Sliema Rangers        | 5   | 2 | 1 | 2 | 003:500 | 0,60  | 05:50  |
| 4.  | Ħamrun Spartans       | 5   | 2 | 0 | 3 | 002:600 | 0,33  | 04:60  |
| 5.  | Vittoriosa Rovers (N) | 5   | 1 | 1 | 3 | 003:900 | 0,33  | 03:70  |
| 6.  | Valletta United       | 5   | 0 | 0 | 5 | 001:100 | 0,10  | 0:10   |

Platzierungskriterien: 1. Punkte – 2. Torquotient
| Zum Saisonende 1922/23:                        |                                  |
| Maltesischer Meister 1922/23: Sliema Wanderers |                                  |
|                                                |                                  |
| Zum Saisonende 1921/22:                        |                                  |
| (M)                                            | Amtierender Meister: FC Floriana |
| (N)                                            | Neuaufsteiger: Vittoriosa Rovers |

## Kreuztabelle
| 1922/23           | Sliema Wanderers | FC Floriana | SRA | ĦAM | Vittoriosa Rovers | VUN   |
| ----------------- | ---------------- | ----------- | --- | --- | ----------------- | ----- |
| Sliema Wanderers  |                  | 1:0         | 3:0 | 4:1 | 2:0               | +:- 1 |
| FC Floriana       | –                |             | 1:0 | 1:0 | 4:0               | 7:0   |
| Sliema Rangers    | –                | –           |     | 1:0 | 1:1               | 1:0   |
| Ħamrun Spartans   | –                | –           | –   |     | 1:0               | +:- 1 |
| Vittoriosa Rovers | –                | –           | –   | –   |                   | 2:1   |
| Valletta United   | –                | –           | –   | –   | –                 |       |